# Аллегені Тауншип (округ Сомерсет, Пенсільванія)
Аллегені Тауншип (англ. Allegheny Township) — селище (англ. township) в США, в окрузі Сомерсет штату Пенсільванія. Населення — 613 особи (2020).

## Демографія
Згідно з переписом 2010 року, у селищі мешкали 692 особи в 291 домогосподарстві у складі 202 родин. Було 476 помешкань
Расовий склад населення:
| - 99,4 % — білих - 0,1 % — чорних або афроамериканців |

До двох чи більше рас належало 0,4 %. Частка іспаномовних становила 0,6 % від усіх жителів.
За віковим діапазоном населення розподілялося таким чином: 20,1 % — особи молодші 18 років, 63,1 % — особи у віці 18—64 років, 16,8 % — особи у віці 65 років та старші. Медіана віку мешканця становила 47,4 року. На 100 осіб жіночої статі у селищі припадало 114,2 чоловіків;  на 100 жінок у віці від 18 років та старших — 117,7 чоловіків також старших 18 років.
Середній дохід на одне домашнє господарство  становив 64 622 долари США (медіана — 50 804), а середній дохід на одну сім'ю — 71 802 долари (медіана — 58 854). Медіана доходів становила 41 042 долари для чоловіків та 34 583 долари для жінок. За межею бідності перебувало 9,2 % осіб, у тому числі 17,9 % дітей у віці до 18 років та 4,8 % осіб у віці 65 років та старших.
Цивільне працевлаштоване населення становило 288 осіб. Основні галузі зайнятості: освіта, охорона здоров'я та соціальна допомога — 17,0 %, будівництво — 13,2 %, виробництво — 11,8 %, роздрібна торгівля — 10,8 %.